# Liste der Monuments historiques in Château-Salins
Die Liste der Monuments historiques in Château-Salins führt die Monuments historiques in der französischen Gemeinde Château-Salins auf.

## Liste der Objekte
| Bezeichnung               | Beschreibung                                            | Standort                              | Kennzeichnung | Schutzstatus | Datum | Bild |
| ------------------------- | ------------------------------------------------------- | ------------------------------------- | ------------- | ------------ | ----- | ---- |
| Kruzifix                  | Lindenholz, farbig gefasst, Anfang des 16. Jahrhunderts | in der Kirche St-Jean-Baptiste (Lage) | PM57000042    | Classé       | 1984  |      |
| Skulptur Madonna mit Kind | Holz, farbig gefasst, Anfang des 16. Jahrhunderts       | in der Kirche St-Jean-Baptiste (Lage) | PM57000776    | Inscrit      | 1985  |      |